# Jütrichau
Jütrichau è una frazione  (Ortsteil) della città tedesca di Zerbst/Anhalt, nel Land della Sassonia-Anhalt.

## Storia
Fino al 31 dicembre 2009 ha costituito un comune autonomo.